# Alexander Adlgasser

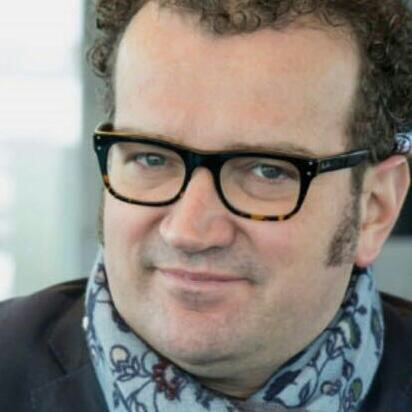
Alexander Adlgasser

Alexander Adlgasser (* 11. Oktober 1967 in Salzburg) ist ein österreichischer Sommelier, Gastronom und Unternehmer. Internationale Bekanntheit erlangte er vor allem durch die Etablierung des Grünen Veltliners in den USA und erhielt dort auch seinen Beinamen „The Grape“. 2013 wurde er vom Fachmagazin Rolling Pin als „Österreichs Sommelier des Jahres“ ausgezeichnet.

## Leben

### Frühe Jahre
Er absolvierte nach Abschluss des Musischen Gymnasiums Salzburg die Hotelfachschule Klessheim. Sein umfangreiches Wissen über Weine erlangte er bereits früh als Sohn von Martin Adlgasser, dem langjährigen Sommelier und Maître der österreichischen Spitzenhotels Arlberg Hospiz und Schloss Fuschl.
Bereits im jungen Alter von 22 Jahren wurde er unter dem österreichischen „Jahrhundertkoch“ Eckart Witzigmann selbst Sommelier in der Aubergine in München, das als erstes deutsches Restaurant drei Michelin-Sterne erhielt.
Ganz nach der Philosophie seines Vaters, Geografie und Sprache seien zwei der wichtigsten Fähigkeiten eines Sommeliers, ging er nach Frankreich. Ab 1988 war er im Auberge de l'Ill in Illhaeusern im Elsass als Assistent von Serge Dubs tätig, der 1989 von der Association de la Sommellerie Internationale zum weltbesten Sommelier ausgezeichnet wurde.
Weitere Stationen waren das Enoteca Pinchiorri in Florenz und das Antica Osteria del Ponte in Mailand, die beide drei Sterne von Michelin führten.
Adlgasser beherrscht die Sprachen Englisch, Französisch und Italienisch fließend.

### USA, New York City (1991–2006)
1991, eigentlich für ein Vorstellungsgespräch im legendären Hotel Bel-Air nach Los Angeles gereist, erhielt er ein Angebot aus New York. Unter dem legendären Schweizer Starkoch Gray Kunz wirkte er als Chef-Sommelier und Assistant Manager bei der Eröffnung des Restaurants Lespinasse im St. Regis Hotel mit. 1993 wechselte er zu Daniel Boulud und eröffnete mit ihm das nur wenige Blocks entfernte und auf Anhieb mit drei Michelin-Sternen ausgezeichnete Gourmet-Restaurant Daniel.
1997 holte ihn das Four Seasons Hotel für die Eröffnung als Restaurantleiter nach Berlin.
Nach seinem kurzweiligen Abstecher nach Deutschland, engagierte ihn 1998 der Franzose Jean-Georges Vongerichten als Sommelier zur Eröffnung des Jean-Georges, das damals drei Michelin-Sterne erhielt und sich im Trump International Tower am Central Park befindet.
Im Jahr 1999 wurde er vom Wine and Spirits Magazine zum „Top Young Wine Sommelier in the United States“ ernannt.
Weitere Stationen als Restaurantleiter und Chef-Sommelier in New York waren bis ins Jahr 2006 das Restaurant Danube von David Bouley, das Café Sabarsky, das Café Gray im Time Warner Center am Columbus Circle und das Restaurant Wallsé. Im Restaurant Orsay fungierte er als General Manager.
Im März 2000 wurde er vom Hotel Waldorf Astoria New York eingeladen, als Sommelier einer Dinner-Veranstaltung von Präsident Bill Clinton zu fungieren.
Bekanntheit erlangte der Salzburger vor allem durch die Etablierung des Grünen Veltliners in den USA, der ihm den Beinamen „The Grape“ einbrachte.

„Wine Director Alexander Adlgasser spearheaded the national movement to make Gruner Veltliner this year's sexiest white-wine experience.“

„Sommelier Alexander Adlgasser war die Speerspitze der nationalen Bewegung, die den Grünen Veltliner zum sexiesten Weißweinerlebnis des Jahres machte.“

Handgeschriebene Weinkarten gehören genauso zu seinem Markenzeichen, wie seine exzentrische Persönlichkeit, die ihm im Laufe seiner Karriere das Image eines klassischen Gentlemans bescherte.

### Österreich & Deutschland (ab 2006)
Der österreichische Spitzenkoch Mario Lohninger, mit dem er bereits das New Yorker Sterne-Restaurant Danube eröffnete, holte ihn 2006 in den Frankfurter Cocoon Club als Chef-Sommelier des Micro und des Silk. Ab 2008 war er für das Weinangebot des Wiener Luxushotels Palais Coburg verantwortlich, dessen prachtvolle Weinkeller aus dem 16. Jahrhundert zu den schönsten der Welt gezählt werden. 2014 wechselte er in das vegetarische Gourmet-Restaurant Tian von Chef Paul Ivić, das als eines von nur vier vegetarischen Restaurants weltweit mit einem Michelin-Stern ausgezeichnet wurde.
Weitere Stationen als Chef-Sommelier waren die Luxushotels Arlberg Hospiz bei St. Anton am Arlberg und Schloss Fuschl bei Salzburg, in denen bereits sein Vater Jahre zuvor für die Weinkarte zuständig war.
Aktuell schreibt er an seinem ersten Buch.

## Auszeichnungen
- 1999: „Top Young Wine Sommelier in the United States“, Wine and Spirits Magazine
- 2013: „Sommelier des Jahres“, Rolling Pin